# 派勒特格羅夫 (明尼蘇達州)
派勒特格羅夫（英語：Pilot Grove）是位於美國明尼蘇達州法里博縣派勒特格羅夫鎮區的一個非建制地區。

## 地理
派勒特格羅夫所處的海拔為高於海平面344米（即1129英呎），而該地所採用的時區為UTC-6，即北美中部時區（CST）。同時該地設有夏令時間，為UTC-6調快一小時，即UTC-5（CDT）。